# Caroline Farner
Caroline Farner, née le 10 juin 1842 à Guntershausen bei Berg (Thurgovie) et morte le 8 avril 1913 à Zurich, est une médecin suisse, militante du droits des femmes et du droit de vote féminin en Suisse. Après Marie Heim-Vögtlin, elle est la deuxième femme médecin suisse, et la première médecin généraliste.
Elle a été présidente de l'Association des femmes suisses (Schweizer Frauen-Verband, SFV) de 1886 à 1891.

## Enfance
Elle est la septième et dernière enfant de Jakob Farner (1792-1866), fermier et meunier, et de Henriette Böschenstein, sa femme, principale soignante des alentours. Au décès de sa mère, à l'âge de 15 ans, elle est élevée par sa sœur aînée. Après avoir quitté l'école, elle travaille en tant que gouvernante en Écosse, à York et à Norfolk pendant huit ans,.

## Vie publique
Sa sœur aînée et son beau-frère immigrés aux États-Unis rencontrent de graves difficultés financières. Caroline désireuse de les aider part à Saint-Louis et leur offre la moitié de son héritage maternel. Puis son grand frère établi à Budapest, propriétaire de moulin et gérant d’une station de pompage est au bord de la faillite. Elle part à Budapest, travaille comme gouvernante d’enfants dans une famille aristocratique et soutient son frère financièrement. Mais le moulin change de propriétaire, et Caroline retourne en Suisse, découragée, et presque démunie. Elle veut entrer dans les ordres. Une amie de longue date, la femme d’un pasteur, lui conseille de poursuivre ses études, pour pouvoir mener une vie indépendante. Décidée à étudier la médecine, elle passe d'abord le certificat de fin de scolarité avant d'entrer à l'Université de Zurich en 1871. En 1877, elle obtient son diplôme de médecine, et est la deuxième Suissesse à en être titulaire . Elle poursuit sa formation à Vienne à l’Hôpital général de la ville, avant de retourner à Zurich pour ouvrir une petite clinique de trois chambres où elle exerce la médecine générale. Elle dispense aussi les soins aux hommes et c’est peu commun à l’époque. Au cours de ses trente-six ans d'ouverture, cette clinique devient l'une des plus fréquentées de la ville. Malgré la gratuité des soins pour les pauvres, Caroline Farner accumule une somme non négligeable.
Au-delà du monde médical, elle joue un rôle dans le mouvement pour le droit de vote des femmes en Suisse. Elle fonde une agence de placement pour les employées de maison, une clinique pour femmes et un sanatorium pour femmes à Urnäsch . En 1907, elle en fait don à la ville de Zurich qui l'utilise comme camp de vacances. En 1892, Caroline Farner et sa partenaire Anna Pfrunder (1851-1925) sont arrêtées et accusées d'avoir détourné les deniers pupillaires (60 000 francs), appartenant au père d’Anna, en état de démence sénile. L'accusateur est Albert Wittelsbach, chef des juges, oncle maternel et tuteur d'Anna et Walter Pfrunder, nièce et neveu d'Anna,. Caroline et Anna sont emprisonnées pendant sept mois à l'isolement avant d'être acquittées. Après leur libération d’innombrables messages de félicitations arrivent au journal Die Philantropin de toute l’Europe et des États-Unis. Meta von Salis-Marschlins lance un appel en faveur du suffrage universel dans un éditorial de l'émission commémorative de Philanthropin, en tant que seul moyen de protéger les droits et les intérêts des femmes, et arguant « que les femmes doivent être employées dans la fonction publique, à la cour, dans la police, dans les autorités carcérales, en bref, partout où l'intérêt des femmes est concerné ».
Après le jugement, Caroline Farner reprend le travail et continue sa pratique jusqu'à sa mort en 1913. À la suite de la mort d'Anna Pfrunder en 1925, leur maison est offerte à la section zurichoise du Lyceum Club. Ensuite, la fondation Anna Caroline Stiftung visant à soutenir financièrement les études des jeunes filles est créée. La fondation continue d'octroyer des bourses d'études à ce jour.
La vie de Caroline Farner est aussi devenu le sujet d'un roman de Rosemarie Keller intitulé Ich bereue nicht einen meiner Schritte. Leben und Prozess der Ärztin Caroline Farner (en français « Je ne regrette aucune de mes actions : la vie et le procès du docteure Caroline Farner »).

## Vie privée
Caroline Farner rencontre sa future partenaire Anna Pfrunder au cours d'une des conférences qu'elle donne en 1878. Anna Rosina Pfrunder, née en 1851 à Männedorf (canton de Zurich, Suisse) est la fille de Johann Pfrunder (1812-1892), architecte, et de sa deuxième femme Anna Maria Schelling (1815-). Les deux femmes vont vivre ensemble pendant trente cinq ans, d'abord dans la maison des parents d'Anna, puis, à la suite de tensions, dans leur propre maison, la Villa Ehrenberg à Zurich (Rämistrasse 26). Anna Pfrunder est accompagnée de sa nièce Alvina Pfrunder quand elle déménage à la Villa Ehrenberg. Elle demande la tutelle de sa nièce et de son neveu Walter Pfrunder mais le juge Albert Wittelsbach, oncle maternel et tuteur légal des enfants s’y oppose. La requête est refusée au motif que « l'office pour les orphelins ne peut pas avoir la certitude que les deux femmes puissent donner une éducation correcte aux deux enfants ». Il ajoute : Anna Pfrunder « s'est éloignée d'elle-même de son père et de sa mère, tous deux infirmes et fragiles, et elle est très proche d'une personne étrange dont elle partage la vie ».

## Source de la traduction
- (en) Cet article est partiellement ou en totalité issu de l’article de Wikipédia en anglais intitulé « Caroline Farner » (voir la liste des auteurs).